# Sebastian Schipper
Sebastian Schipper (Hanover, 8 de maig de 1968) és un actor i cineasta alemany.

## Vida i carrera
Sebastian Schipper va estudiar interpretació a l'Otto Falckenberg Schule de Múnic del 1992 al 1995. Va obtenir el seu primer paper a la pel·lícula de Sönke Wortmann Little Sharks el 1992. Va debutar amb Absolute Giganten de 1999, que va obtenir el segon lloc en el premi German Film Award for Best Feature Film. Va ser co-produït per Tom Tykwer, que ha treballat amb Schipper en diverses de les seves pel·lícules. La pel·lícula de Schipper de 2009 Sometime in August està lleugerament basada en la novel·la de Johann Wolfgang von Goethe's Les afinitats selectives. La seva quarta pel·lícula com a director és Victoria, un film sobre un atracament a un banc poc convencional, gravat en una única presa. Es va reproduir en la 65a edició del Festival de Cinema Internacional de Berlín i va guanyar en sis categories dels German Film Awards 2015, inclosos els de Millor Pel·lícula i Millor Direcció.

## Filmografia seleccionada
Com a actor
- 1992: Little Sharks (Kleine Haie)
- 1996: The English Patient
- 1997: Winter Sleepers (Winterschläfer)
- 1998: Eine ungehorsame Frau
- 1998: Run Lola Run (Lola rennt)
- 2000: Fremde Freundin
- 2000: England!
- 2000: The Princess and the Warrior (Der Krieger und die Kaiserin)
- 2002: Elefantenherz
- 2003: Ganz und gar
- 2004: Die Nacht singt ihre Lieder
- 2005: Die blaue Grenze
- 2010: Three (Drei)
- 2012: Ludwig II.
- 2012: Überleben an der Wickelfront
- 2013: Tatort – Feuerteufel
- 2013: Alaska Johansson (pel·lícula televisiva)
- 2013: Tatort – Mord auf Langeoog
- 2014: Tatort – Kaltstart
- 2014: Tatort – Die Feigheit des Löwen
- 2015: Tatort – Frohe Ostern, Falke

Com a director i guionista
- 1999: Absolute Giganten
- 2006: A Friend of Mine (Ein Freund von mir)
- 2009: Sometime in August (Mitte Ende August)
- 2015: Victoria